# Urbane Landschaft
Urbane Landschaft ist ein verhältnismäßig junger, aber verbreiteter Fachbegriff verschiedener raumbeschreibender und raumplanender Disziplinen, wie Geographie, Raumsoziologie, Urbanistik/ Städtebau, Architektur und Landschaftsarchitektur. Mit dem Begriff werden unterschiedliche, bislang unter den Begriffen suburbaner Raum, Zwischenstadt, Stadtlandschaft, Stadtregion, Sprawl, Peripherie, Speckgürtel, Verstädterung etc. beschriebene Phänomene in einer allgemeinen Raumkategorie (meist im Plural: urbane Landschaften) zusammengefasst.
Er beschreibt einerseits analytisch die vollständige Verstädterung des Raums (d. h. die allgemeine Ausbreitung städtischer Bauformen, Infrastrukturen und Lebensstile), andererseits aber auch programmatisch Versuche, in fragmentierten Räumen, die nicht mehr Stadt noch Land sind, neue Zusammenhänge zu erkennen und zu gestalten.

## Geschichtliche Entwicklung
Erste Grundlagen zum Verständnis urbaner Landschaften lieferte Henri Lefèbvre in den 1970er Jahren: „Die Verstädterung (der verstädterte Raum, die Stadtlandschaft) ist nicht sichtbar. Wir sehen sie noch nicht. Liegt das einfach daran, dass unser Auge von der vorherigen Landschaft geprägt (oder verbildet) ist und neuen Raum nicht zu erkennen vermag?“. Im deutschsprachigen Raum intensivierte sich die Forschung im Zuge um die Debatte um Thomas Sieverts Zwischenstadt und das gleichnamige Ladenburger Kolleg „zur Qualifizierung der verstädterten Landschaft“. Die wissenschaftliche Debatte wird aktuell von der Auseinandersetzung zwischen Städtebau-Schulen geprägt, ob es sich bei urbanen Landschaften um eigenschaftslose (generische) Räume oder um zwar überall verbreitete, aber doch auch spezifisch beschreibbare Landschaften handelt. Urbane Landschaft war auch das Thema des offiziellen deutschen Beitrags zur 9. Architekturbiennale in Venedig 2004.

## Ausbildung und Studium
In Deutschland beschäftigen sich verschiedene universitäre Studiengänge und Forschungseinrichtungen mit Urbanen Landschaften. An der TU München bietet die Fakultät für Architektur den interdisziplinären Master Urbanistik – Landschaft und Stadt für Bachelor-Absolventen verschiedener Raumwissenschaften, wie Architektur, Landschaftsarchitektur, Geografie, Raumplanung, Stadtsoziologie u. a. Dieser Studiengang bereitet auf die Eintragung in die Stadtplanerliste der Architektenkammer vor, oder auch eine anschließende Promotion. Auch die TU Delft bietet ein PhD-Programm Urban landscape architecture an.